# Metaphycus hageni
Metaphycus hageni é uma espécie de insetos himenópteros, mais especificamente de vespas parasíticas pertencente à família Encyrtidae.
A autoridade científica da espécie é Daane & Caltagirone, tendo sido descrita no ano de 1999.
Trata-se de uma espécie presente no território português.